# Dropla (distrikt i Bulgarien, Dobritj)
Dropla (bulgariska: Дропла) är ett distrikt i Bulgarien.   Det ligger i kommunen Obsjtina Baltjik och regionen Dobritj, i den östra delen av landet, 400 km öster om huvudstaden Sofia.
Trakten runt Dropla består till största delen av jordbruksmark. Runt Dropla är det ganska glesbefolkat, med 38 invånare per kvadratkilometer.